# Manio Otacilio Craso
Manio Otacilio Craso  fue cónsul en 263 a. C. con Manio Valerio Máximo Mesala, los cuales cruzaron con un numeroso ejército a Sicilia. Después de haber inducido a muchos de los pueblos de Sicilia a rendirse, los cónsules avanzaron contra Hierón II. El rey, en complaciencia con el deseo de su pueblo, llegó a una conclusión de paz, que los romanos aceptaron gustosos, y en la que les daba las ciudades que habían tomado, entregando a los prisioneros romanos, y realizando una contribución de doscientos talentos. De esta manera Hierón se convirtió en el aliado de la República romana.
En 246 a. C. Craso fue cónsul por segunda vez con Marco Fabio Licino, y llevó a la guerra contra los cartagineses, aunque ninguna acción de consecuencia, parece haber realizado.